# Lamourouxia sylvatica
Lamourouxia sylvatica är en snyltrotsväxtart som beskrevs av Carl Sigismund Kunth. Lamourouxia sylvatica ingår i släktet Lamourouxia och familjen snyltrotsväxter. Inga underarter finns listade i Catalogue of Life.